# 豊臣秀保
豊臣 秀保（とよとみ ひでやす/とよとみ の ひでやす）／羽柴 秀保（はしば ひでやす）は、安土桃山時代の武将、大名。豊臣秀吉の姉瑞龍院日秀（とも）の子で、後に豊臣秀長の婿養子となる。大和国の国主で大和大納言と呼ばれた秀長を継ぎ、官位が中納言であったことから、大和中納言（やまと ちゅうなごん）の通称で呼ばれた。

## 生涯
天正7年（1579年）、木下弥助（三好吉房）とともの三男として生まれる。幼名は辰千代（たつちよ）、御虎（おとら）。長兄に豊臣秀次、次兄に豊臣秀勝（小吉秀勝）がいる。
関白秀吉の後継者候補となった兄秀次の連枝として幼少より昇進を重ね、天正16年（1588年）1月8日、侍従に任じられた。『多聞院日記』同日条には、この日に秀長の養子になることが決まったと記されている。秀長の嫡男与一郎（小一郎）は既に亡くなっており、ここに来て秀長の娘婿を後継者にする構想が浮上したために新たな養子縁組が決められたと考えられている。なお、この時に秀長正室の智雲院とも養子縁組を結んだと推測されている。同年4月の後陽成天皇の聚楽第行幸を記した『聚楽亭行幸記』には、「御虎侍従」の名が見える。
天正19年（1591年）1月、13歳で、継嗣のなく死の床に就いた叔父秀長の4、5歳になる娘と祝言をあげ、養嗣子として披露された。
同月に秀長が死去するとその跡を継ぎ、大和郡山城主となった。秀長の家老藤堂高虎と桑山重晴が秀保の後見役を務めて、大和・紀伊2か国を継承し、和泉と伊賀の一部は収公となった。また従四位下参議近衛権中将に任じられ、豊臣姓を下賜される。天正20年2月10日には春日社で家督始めの祈願を行った。この祈願は大和の寺社と領民などに秀長から秀保への代替わりを披露する目的があった。
文禄元年（1592年）1月29日または2月7日、従三位権中納言となり、以降は「大和中納言」または「郡山中納言」と呼ばれた。なお秀保は豊臣家中においては叔父秀長の家を相続したこともあり官位などの面で次兄秀勝よりも上位であり、長兄秀次が関白に就任して以降は豊臣一門衆筆頭の扱いであった。また文禄2年（1593年）5月20日に徳川家康らと連名で提出した起請文においても家康に次いで署名するなど、諸大名中でも家康に次ぐ立場であった。
文禄元年4月からの文禄の役では、まず名護屋城の普請に参加、次いで兵1万5千を率いて参陣するが、自身は渡海せずに名護屋城下に陣屋を築いて滞在した。その後、藤堂高虎を名代として配下の諸将は出陣し、紀伊の海賊衆を中心に桑山元晴・一晴、杉若氏宗・無心、堀内氏善らは朝鮮半島南岸で水軍として戦っている。また本多俊政は壱岐勝本城に兵500を率いて在番し、朝鮮渡海軍のための兵站物資の海上輸送と島内の治安維持に当たった。なお『豊太閤三国処置太早計』では、秀吉は中国・朝鮮の征服後、日本の関白職に秀保か羽柴秀家（宇喜多秀家）のどちらかを任命するという計画を持っていたとされる。
文禄2年閏9月25日には、高虎と共に名護屋を引き上げて下関まで戻り、更に秀吉の後を追って上洛した。文禄3年（1594年）2月には、吉野の花見で、秀吉・秀次・菊亭晴季らと5首ほど和歌を詠んでいる。同年3月2日、秀長の娘と正式な婚礼を行った。当時の慣例として社会的に認知されるのは8歳であったため、秀長の娘が8歳を迎えたのを機に行われたと推測されている。5月23日、名護屋城にて明使沈惟敬が秀吉に謁見した際には、徳川家康・前田利家・織田秀信・小早川秀秋・秀保・上杉景勝の6名は同室で伺候していた。
文禄4年（1595年）4月16日に急死した。享年17。秀吉はその死を悼む姿勢を見せず、葬儀を隠密裏に済ませるよう命じたという。死後に大納言を遺贈された。

### 大和豊臣家の断絶
秀保は従兄妹に当たる秀長の娘を正室としていたが、子女は無く、以前秀長の養子だった仙丸もすでに藤堂高虎の養子となって藤堂高吉と名乗っていたために、大和豊臣家は断絶した。この為、長兄秀次や次兄秀勝と異なり、三兄弟の中で唯一秀保の血筋だけは後世に全く伝わらなかった。
なお、秀保の死の直後、秀吉は直ちに改易とはせずに秀次の息子の1人に大和豊臣家の後を継がせる方針であり、また当主が相次いで死去した大和郡山城を嫌って多聞山城を再興して大和豊臣家の本拠地を移す計画を立てていたとされているが、それが秀次事件によって行われることなく大和豊臣家は断絶に至ったと言われている。一方で、秀吉が秀次を排除しようとした場合、最大の障害となるのは秀保が兄に味方して共に叛旗を翻す事態が起きる可能性があるという点であったが、秀吉は秀保が亡くなったことを知って秀次を排除する決断をしたとする説もある。この説では、秀保の死をきっかけとして秀次事件が始まったということになる。

## 人物

### 死因について
江戸時代中期の元文5年（1740年）に書かれた『武徳編年集成』では、秀吉の舎弟権大納言秀長の養子、三位法印一路の庶子であるとする豊臣秀俊の死を、文禄3年のこととし、死因を横死とする。「秀俊」は秀保の誤記・誤伝である。『武徳編年集成』は秀俊は無双の悪人であったとし、罪もない士庶を殺害したり、猿沢池や法隆寺の池など殺生禁止の場所で網を投げて漁をし、捕った魚を賞味したといった悪行で、ついに癩疾を煩い、吉野の十津川の温泉で湯治を行った。吉野川上流の上西川の滝の辺りを散策している時、秀俊は、数十丈の断崖より、稚児小姓に飛び降りろと命じた。小姓は（理不尽な仕打ちに）怒りを堪えきれずに、いきなり跳びかかって秀俊に抱きついたまま、深流に飛び込んでともに溺死したとする。
『多聞院日記』では、4月12日に十津川にいって（治療のための）祈祷をしたが15日に危篤になって16日に十津川において死去したので京に遺体を送って葬儀をした、とあるだけだが、渡辺世祐は上記の話を取り入れてか十津川の地神の怒りに触れて溺死したとする説を支持している。
しかし桑田忠親の研究によると、より信憑性が高いと考えられている同時代の史料である駒井重勝の『駒井日記』の4月10日から18日の記述でも、秀保は疱瘡か麻疹を患っていて、文禄4年（1595年）4月に病気療養の湯治のために大和の十津川へ赴いたとし、その病状は10日頃から悪化し、13日の夜には吉田浄慶盛勝、16日の夜には曲直瀬正琳などの医師の投薬を受けた結果、14日には一時回復を見せたが、再び15日の朝から病状が悪化。翌16日の早暁に病死したことが判明したという。
桑田は、秀保を「秀俊」とする誤記や悪業には特に注意を払っていないが、文禄3年とする時期は整合しないので誤りと指摘し、さらに4月15日の朝から重篤となった病勢は『駒井日記』から明らかなのだから、吉野川を逍遙したり小姓の勇気を試したりして溺死したというようなことは到底信じられないと、単なる風説、俗説、喧伝の類いとする。
なお、秀保発病の知らせは秀吉・秀次双方に届けられていたものの、その後の状況については秀保が死去するまで秀次は秀吉への報告を怠っていた。『駒井日記』によれば、秀次の元には疱瘡であるという情報とこれを否定する情報や病状が改善に向かっているとする情報が相次いで届けられたと記されており、事態を楽観的に考えてしまったとことによるものと思われる。秀次に近侍して秀吉に対する取次を務めていた駒井重勝は伏見城にて木下吉隆（秀吉の側近で秀次に対する取次）や秀吉夫妻の信任が厚い尼の孝蔵主と話し合い、孝蔵主から秀吉に対して3回に分けて報告することで秀次の失態を隠すことには成功した。
なお、実際に秀俊と称した人物は、今日では秀吉の正室・高台院の甥で秀吉の養子になった人物であると考えられている。その後、小早川隆景の養子とされて、名を秀秋と改めている。

### 出生について
藤田恒春は秀保の生年が正しければ次兄秀勝とは10歳も歳が離れており、ともが46歳の時に産まれたことになるので、秀保はともの実子ではなく養子と考えた方が自然であろうとしている。柴裕之は藤田説を妥当とし、黒田基樹も三好吉房と妾の間の子をともが養子に迎えたとしている。『武徳編年集成』には「三好吉房の庶子」と書かれている。これに対し菊地浩之は秀保は既に養子であった丹羽長秀の三男仙丸を外してまで秀長の養嗣子に据えられており、その背景にあったのは秀吉・秀長との血縁しか考えられず、やはり秀保はともの実子であったと見做すのが妥当であろうと述べている。なお、黒田基樹は秀長は天正15年（1587年）頃に誕生した自分の実の娘に家を残すことを重視してその婿養子を求めたとしている。

### 郷土の伝承
奈良県郡山町（現大和郡山市）の『郡山町史』には豊臣秀俊（秀保）に関わる下記の二つの池の成り立ちについての伝承が記されている。長兄秀次の殺生関白の悪評の影響か、十津川での溺死の逸話同様に極端に暴君として描かれている。
- 尼が池 - 秀俊は臨月の婦人を捕らえ「腹を割いて胎児を見せよ」と命じた。妊婦は驚き、尼となって助命嘆願をしたが許されなかったため、腹を割いて胎児を出し、池に身を投げたという[注釈 10]
- 蛇が池 - 秀俊が忍術師に「この池から大蛇を出して見よ」と命じた。忍術師が呪文を唱えると、涸れ池が水で満ちていき、大蛇が出現して秀俊をひと呑みにしようとしたため、秀俊は慌てふためいて郡山城に逃げ帰った。そのため、家臣は二度と大蛇が出現しないように池底の穴を大石で埋めたという。

## 家臣
| - 藤堂高虎 - 桑山重晴 - 杉若無心 | - 宇多頼忠 - 本多俊政 - 島清興 | - 小堀政一 - 横浜一庵 - 横浜茂勝 |

## 登場する作品
テレビドラマ
- 『おんな太閤記』（1981年、NHK大河ドラマ、演：廣貴久→中越司）
- 『真田丸』（2016年、NHK大河ドラマ、演：三津谷亮）

## 関連図書
- 桑田忠親「羽柴秀保につきて」(『国史学』19号､1934年6月）
- 北堀光信「羽柴秀保と聚楽行幸」（『奈良歴史研究』 第68号､2007年7月)